# 2010 (Zvezdna vrata SG-1)
Chain Reaction je epizoda nanizanke Zvezdna vrata SG-1.
V tem delu se piše leto 2010 in v zadnjih desetih letih se je zgodilo marsikaj. Goa'uldi so premagani in tudi hude bolezni so znanstveniki uspeli iztrebiti. Zemljo so pred gotovim uničenjem rešili Ascheni s svojo napredno tehnologijo. A kljub tehnološkemu napredku Samantha Carter ni sposobna zanositi s svojim možem Josephom, ki je bil v preteklosti vodilni zemeljski pogajalec v pogovorih z Ascheni. Medtem ko aschenski zdravniki trdijo, da je z njo vse v redu, testi dr. Fraiser kažejo, da je neplodna. Carterjeva se zave, da so Ascheni ves čas delali na tem, da s sterilizacijo prebivalstva s pomočjo zdravil postopno zmanjšajo število prebivalstva in zasedejo planet. 
Da bi to preprečili, se ekipa SG-1 spomni na občasne močne izbruhe sončnega sevanja, ki pri potovanju skozi zvezdna vrata omogočijo tudi potovanje v preteklost (kot so to naredili v epizodi 1969). Carterejeva se za pomoč obrne na O'Neilla, ki sprva noče niti slišati o tem, saj je v preteklosti opozoril na morebitne posledice zavezništva z Ascheni, vendar kasneje ponudi pomoč. Samantha je tudi ogorčena, ko izve, da je Joseph ves čas vedel za namene Aschenov. 
Odpravijo se na drzno misijo, da ob pravem trenutku aktivirajo zvezdna vrata (zdaj pod nadzorom Aschenov) in sebi v preteklost pošljejo opozorilo, naj se z Ascheni ne zapletajo. Kljub temu, da celotna ekipa pri poskusu vreči listek s sporočilom skozi zvezdna vrata izgubi življenje, Samanthi tik pred smrtjo uspe in sporočilo je v preteklosti uspešno sprejeto.